# Качармин, Семён Дмитриевич
Семён Дмитриевич Качарми́н (14 февраля 1920, Рязанская область — 17 апреля 2020) — советский деятель угольной промышленности. Лауреат Государственной премии СССР, кандидат технических наук. Директор ордена Ленина шахты «Прогресс» (Тульская область)

## Биография
Родился 14 февраля 1920 года в селе Ягодное Сараевского района Рязанской области.
После окончания в 1940 году Скопинского горного техникума начал работать на шахтах Подмосковного угольного бассейна. 8 августа 1941 года добровольцем ушел на фронт. Воевал в составе сапёрного батальона под Ржевом.

### Послужной список
В феврале 1942 года его как шахтёра и специалиста-подрывника отозвали для восстановления шахт и направили в распоряжение комбината «Тулауголь». Здесь он прошёл путь от начальника участка до директора шахты.
В 1950 году окончил Новочеркасский политехнический институт. С 1961 года стал работать в Подмосковном угольном бассейне. В 1965—1982 годах работал главным инженером и директором шахты № 39-40 треста «Новомосковскуголь» (с 1970 года шахты «Прогресс»).
В результате внедрения новой техники и технологии, высокого уровня организации труда на возглавляемой им в течение 18 лет шахте «Прогресс», одном из крупнейших предприятий Подмосковного угольного бассейна, была достигнута наивысшая в отрасли производительность труда. На шахте была создана всесоюзная школа передового опыта, которую прошли тысячи руководителей и специалистов разного уровня.
Опыт организации труда с использованием средств механизации и автоматизации стал предметом изучения зарубежными компаниями.
В 1969 году защитил кандидатскую диссертацию и получил учёную степень кандидата технических наук.
Автор более 60 научных трудов, многих изобретений, книг «150 лет Подмосковному угольному бассейну» (1994), «Жемчужина Мосбасса» (2005), «Воспоминания горного инженера» (2008), «Воспоминания и размышления» (2011), «За рубежами Родины» (2012), «Два излома» (2016), в которых рассказал о жизни и становлении человека труда.

## Награды
- Орден Отечественной войны II степени
- Орден Трудового Красного Знамени
- Орден Трудового Красного Знамени
- Орден Дружбы народов

Медали:
- Медаль «Ветеран труда»
- Знак «Шахтёрская слава»
- Медаль «За особый вклад в развитие Тульской области» (серебряная)